# جنی شالت
جنی شالت (انگلیسی: Jenni Asserholt؛ زادهٔ ۸ آوریل ۱۹۸۸) بازیکن هاکی روی یخ اهل سوئد است.